# Georg Gänswein
Georg Gänswein (Riedern am Wald, 30 juli 1956) is een Duits rooms-katholiek titulair aartsbisschop. Hij was prefect voor de Pauselijke Huishouding en, tot diens overlijden in 2022, de persoonlijk secretaris van paus Benedictus XVI.
Gänswein is de oudste uit een gezin met vijf kinderen. In 1984 werd hij priester gewijd en promoveerde daarna – op het proefschrift Kirchengliedschaft: vom Zweiten Vatikanischen Konzil zum Codex iuris canonici; die Rezeption der konziliaren Aussagen über die Kirchenzugehörigkeit in das nachkonziliare Gesetzbuch der lateinischen Kirche – aan de Ludwig Maximilians-Universiteit in München in het kerkelijk recht.

## Romeinse Curie
In 1995 trad hij in dienst van de Romeinse Curie, waar hij medewerker werd van de Congregatie voor de Goddelijke Eredienst en de Regeling van de Sacramenten. In 1996 werd hij door kardinaal Ratzinger, toen prefect van die Congregatie, aangesteld bij de Congregatie voor de Geloofsleer. Gelijktijdig werd hij hoogleraar aan de Pauselijke Universiteit van het Heilig Kruis, een universiteit onder auspiciën van de prelatuur Opus Dei.
In 2000 verleende paus Johannes Paulus II Gänswein de eretitel van Kapelaan van Zijne Heiligheid, waarna Gänswein zich monseigneur mocht noemen, en klein-paars mocht dragen. In 2003 werd hij kardinaal Ratzingers persoonlijk secretaris. Dit bleef hij nadat Ratzinger in 2005 tot paus werd gekozen, waarmee hij dus diens pauselijke privésecretaris was. De nieuwe paus Franciscus koos de Maltees Alfred Xuereb als persoonlijke secretaris. Xuereb was, naast Gänswein, ook al tweede secretaris van Benedictus XVI.
In 2006 verleende paus Benedictus XVI Gänswein de titel Ereprelaat van Zijne Heiligheid. Op 7 december 2012 werd hij benoemd tot prefect voor de Pauselijke Huishouding. Tegelijkertijd werd hij benoemd tot titulair aartsbisschop van Urbisaglia. Zijn bisschopswijding ontving Gänswein op 6 januari 2013 uit handen van paus Benedictus XVI.
Na het aftreden van Benedictus XVI op 28 februari 2013 bleef Gänswein prefect van de pauselijke huishouding. Paus Franciscus bevestigde hem op 31 augustus 2013 opnieuw in dit ambt. Hij bleef ook privésecretaris van Benedictus XVI, met wie hij samenwoonde in het klooster Mater Ecclesiae in de Vaticaanse tuinen. Paus Franciscus stuurde hem in februari 2020 als prefect voor de Pauselijke Huishouding met verlof. Officieel om meer tijd te kunnen besteden aan zijn taken als secretaris van emeritus paus Benedictus XVI. Een andere aanleiding voor deze maatregel kunnen omstandigheden zijn geweest rond de presentatie van een boek over het celibaat van kardinaal Robert Sarah, waarin een essay van Benedictus XVI was opgenomen. Bij de presentatie van dit boek werd de emerituspaus onterecht als mederedacteur voorgesteld. Gänswein vertelde eind 2020 aan het Duitse tijdschrift Bunte dat hij de beslissing van paus Franciscus als een schok en straf voelde, ook al had er in de tussentijd een verhelderend gesprek met de paus plaatsgevonden. Op 8 juli 2020 ging Gänswein samen met de bisschop van Regensburg Rudolf Voderholzer voor in de uitvaartmis in de Dom van Regensburg bij het afscheid van de broer van Benedictus XVI, Georg Ratzinger, voormalig kapelmeester van de Regensburger Domspatzen. Hij las, emotioneel zeer aangedaan, een persoonlijke boodschap van  Benedictus voor. Benedictus XVI stierf op 31 december 2022 in het klooster Mater Ecclesiae.
Gänswein ging op 28 februari 2023 met emeritaat. In juni 2023 bevestigde het aartsbisdom Freiburg dat hij op aanwijzing van de paus in juli 2023 naar dit aartsbisdom, zijn thuisdiocees, zou terugkeren.
Op 24 juni 2024 werd Gänswein benoemd als apostolisch nuntius voor Estland, Letland en Litouwen.

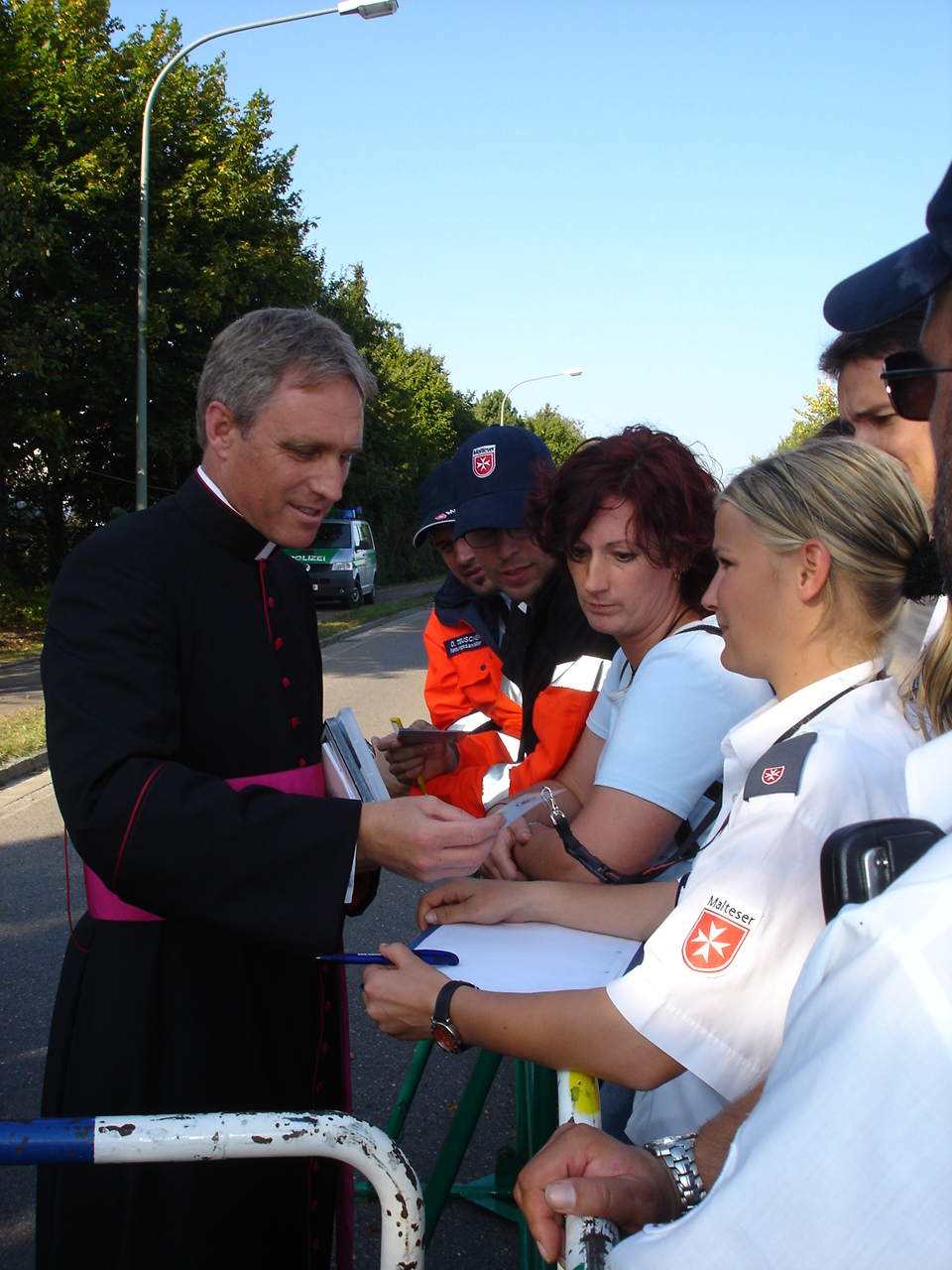
Georg Gänswein (2006)
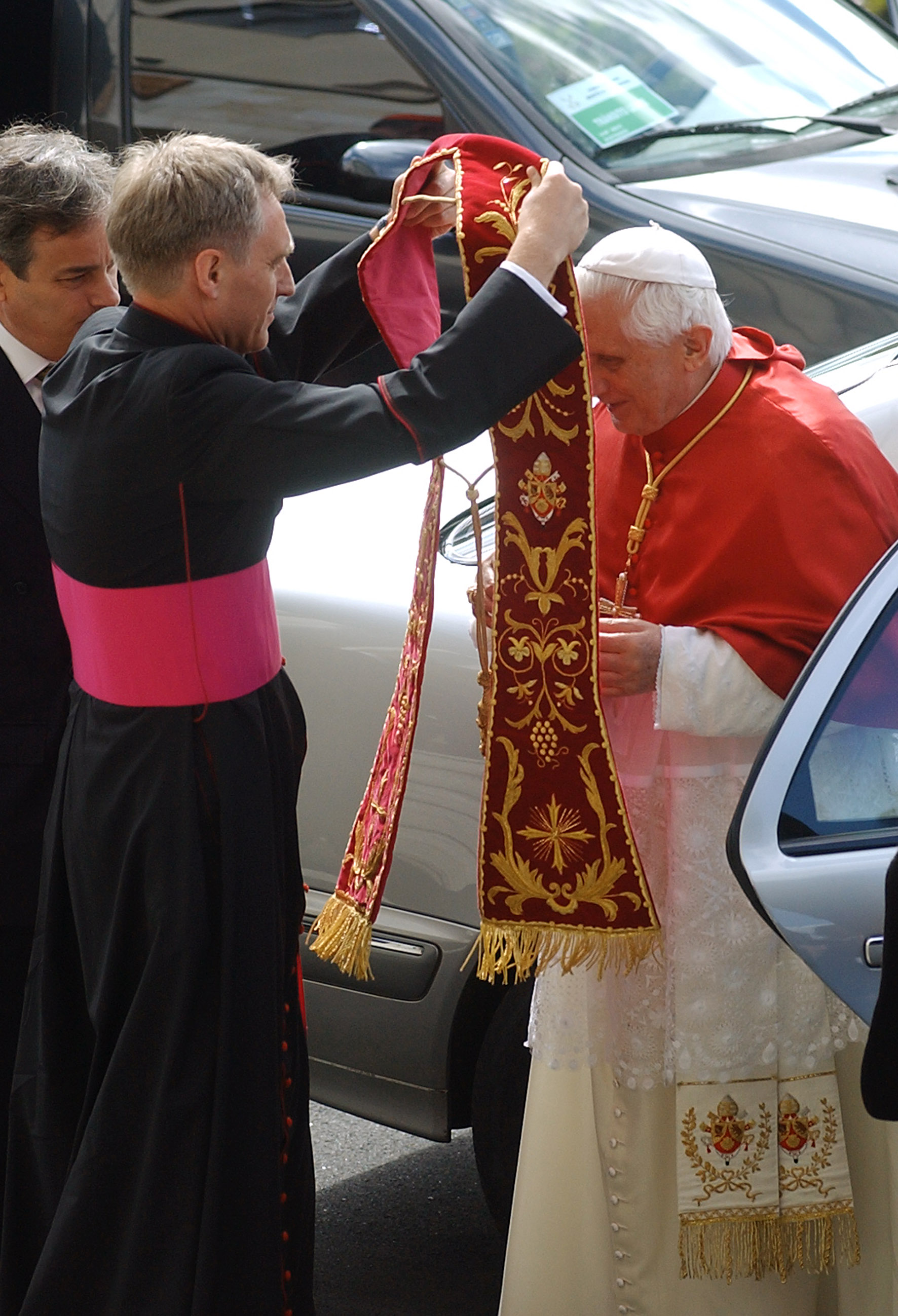
Mgr. Gänswein hangt paus Benedictus XVI de pauselijke staatsiestola om

## Decoraties
- 13 juni 2005 – Grootofficier in de Orde van Verdienste (Italië)
- 2015 – Beierse Orde van Verdienste
- 18 juni 2015 – Grootkruis in de Orde van Verdienste (Italië)

## Trivia
- Mgr. Gänswein heeft – op grond van zijn uiterlijke verschijning – in Italië de bijnaam Bel Giorgio (Nederlands: Mooie George).[4]
- Zijn hobby's zijn tennis, skiën en vliegen.
- In januari 2010 bezocht Mgr. Gänswein Susanna Maiolo, de vrouw die tijdens kerstavond 2009 paus Benedictus belaagde, in het ziekenhuis, om namens de paus te informeren naar haar welbevinden.[5]
- De bisschopswijding van Gänswein (samen met drie andere bisschoppen) op Driekoningen 2013 in de Sint Pieter in Rome duurde bijna drie uur.[6]
- In augustus 2013 bracht persbureau Zenit naar buiten dat Benedictus XVI in een "mystieke ervaring" zijn aftreden "door God gedicteerd gekregen" zou hebben. Gänswein gaf later aan dat dit verhaal "van alfa tot omega verzonnen is".[7]

- Biblioteca Nacional de España: XX6248515
- Bibliothèque nationale de France: cb12472623c (data)
- Gemeinsame Normdatei: 114850763
- International Standard Name Identifier: 0000 0003 7411 9154
- Library of Congress Control Number: n96098351
- Nationale Bibliotheek van Tsjechië: jo20231206707
- Nationale Bibliotheek van Polen: a0000002278102
- Nationale en Universitaire bibliotheek Zagreb: 000792841
- Nederlandse Thesaurus van Auteursnamen: 138683212
- Istituto Centrale per il Catalogo Unico: PUVV159756
- Système universitaire de documentation: 176136533
- Virtual International Authority File: 61647452
- WorldCat: E39PBJtrYJVT9hRMrt8cGRvyh3